# Bimbo (Fleischer Studios)
Bimbo é um personagem fictício de animação criado pela Fleischer Studios. É um cão preto e branco, mais conhecido por seu papel na série de desenhos animados Betty Boop, onde ele apareceu como o principal interesse amoroso de Betty. Um personagem precursor de Bimbo, originalmente chamado Fitz, apareceu pela primeira vez na série Out of the Inkwell.

## A criação
Bimbo foi inicialmente inspirado pelo trabalho do diretor de animação Dick Huemer na adaptação da tira de jornal Mutt e Jeff, que, ao trabalhar na série Out of the Inkwell, decidiu dar ao protagonista Koko, o palhaço, um companheiro canino.
Bimbo mais tarde tornou-se o protagonista e estrela da série Talkartoons da Fleischer, posicionada como rival do Mickey Mouse da Disney, fazendo sua primeira aparição como Bimbo no curta-metragem Hot Dog (1930), embora o design da Bimbo não seria padronizado até 1931. O nome de Bimbo era escolhido porque na década de 1920 a palavra era principalmente associada a homens que gostavam de lutar.
Estrelou várias curtas metragens famosas da década de 1930, mais notavelmente "Swing You Sinners!", "Minnie the Moocher" e "Bimbo's Initiation".
Bimbo tornou-se um personagem menos proeminente depois de a sua namorada, Betty Boop, ganhar estrelato inesperado e popularidade. Com isso, os desenhos da série Talkartoons foram redesenhado para dar ênfase que era uma série Betty Boop em 1932.
Depois que as regras de censura do Código Hays começaram a ser estritamente cumpridas em 1934, Bimbo desapareceu dos futuros desenhos animados de Fleischer da época, devido às implicações que Betty praticava "zoofilia".

## Revival
Após 56 anos de ausência, Bimbo apareceu em um especial de TV "Betty Boop's Hollywood Mystery" (1989) onde ele é o coprotagonista e demonstra que sabe tocar bateria.Em 1990, ele aparece revista em quadrinhos Betty Boop's Big Break da First Publishing, com  sua personalidade original intacta como um interesse amoroso de Betty. Ele continuou a aparecer em várias produtos de Betty Boop depois disso e foi restabelecido como um suporte da série.
Em 2016, ele apareceu em uma nova revista de Betty Boop da Dynamite Entertainment como o melhor amigo de Betty que possui paixão secreta por ela.